# Handelskai metróállomás
Handelskai egy metróállomás Bécsben, az U6-os vonalon.

## Szomszédos állomások
A metróállomáshoz az alábbi állomások vannak a legközelebb:
- Neue Donau
- Dresdner Straße

## Átszállási kapcsolatok
| U6 (Floridsdorf ↔ Siebenhirten) |                                           |                         |
| Állomás                         | Átszállási kapcsolatok                    | Fontosabb létesítmények |
| Handelskai                      | S1 , S2 , S3 , S4 , S7 , S45 5A, 11A, 11B |                         |